# Hiroshi Takahashi (auteur)
Pour les articles homonymes, voir Takahashi et Hiroshi Takahashi.
Hiroshi Takahashi (高橋 ヒロシ, Takahashi Hiroshi), né le 12 décembre 1965 à Aizubange, dans la préfecture de Fukushima, est un auteur et dessinateur japonais de mangas.
Il est surtout connu pour être l'auteur des séries Crows et Worst, lesquelles se situent dans le même univers. Trois films s'insipireront directement de ces œuvres (Crows Zero et sa suite, ainsi que Crows Explode), et deux OVA.
Takahashi est également le mangaka de QP et Drop (sur un scénario d'Hiroshi Shinagawa), qui ont aussi connu une adaptation live : QP sous forme de drama, avec Takumi Saitō dans le rôle principal, et Drop en film, avec Hiroki Narimiya et Hiro Mizushima à l'affiche. 

## Œuvres
- Crows
- Worst
- Drop (scénario d'Hiroshi Shinagawa)
- Examurai Sengoku
- Hey! Riki
- Kiku
- QP
- Junk Rank Family (depuis septembre 2016, Young Champion[1])